# L'Abergement-Clémenciat
L'Abergement-Clémenciat (pronunciación en francés: /labɛʁʒəmɑ̃ klemɑ̃sja/; en franco-frovenzal: L’Abèrgement-Cllèmenciê) es una comuna francesa situada en el departamento de Ain, de la región de Auvernia-Ródano-Alpes.

## Geografía
Situada entre Bresse y Dombes, a una altitud que varía entre 206 metros y 272 metros, la comuna de L'Abergement-Clémenciat, con una superficie de 1,596 hectáreas, se encuentra a 5,5 km de Châtillon-sur-Chalaronne y a 11 km de Thoissey. Se encuentra cerca de ciudades de tamaño medio como Belleville (20,5 km), Mâcon (24 km), Bourg-en-Bresse (26,5 km) y Villefranche-sur-Saône. Las grandes ciudades más cercanas son Lyon y Ginebra.

### Comunas limítrofes
| Noroeste: Illiat                    |              | Nordeste: Sulignat             |
| Oeste: Saint-Étienne-sur-Chalaronne |              | Este: Châtillon-sur-Chalaronne |
| Suroeste: Dompierre-sur-Chalaronne  | Sur: Baneins |                                |

## Demografía
| 407 | 347 | 368 | 477 | 579 | 728 | 811 | 780 | 791 | 776 |
| Para los censos de 1962 a 1999 la población legal corresponde a la población sin duplicidades (Fuente: INSEE [Consultar]) |     |     |     |     |     |     |     |     |     |